# Компроміс 3/5
«Компроміс 3/5» (англ. Three-Fifths Compromise) — компроміс, досягнутий між делегатами від штатів під час Конституційної конвенції (Філадельфійського конвенту) 1787 року.
Одне з питань: чи потрібно, і якщо так, то яким саме чином, підраховувати кількість рабів для визначення кількості населення штату для законодавчого представництва та оподаткування, оскільки ця чисельність населення потім буде використовуватися для визначення кількості місць, які матиме штат в Палаті представників на наступні десять років. Компромісне рішення полягало в тому, що кожні три з п'яти рабів вважалися однією людиною. Наслідком компромісу стало надання південним штатам на третину більше місць у Конгресі та на третину більше голосів виборців, ніж якщо б раби були проігноровані, але менше, якби раби та вільні люди були пораховані порівну. Компроміс був запропонований делегатом Джеймсом Вілсоном та підтриманий Чарльзом Пінкні 11 червня 1787 р.